# Resolutie 1252 Veiligheidsraad Verenigde Naties
Resolutie 1252 van de Veiligheidsraad van de Verenigde Naties werd unaniem door deVN-Veiligheidsraad aangenomen op 15 juli 1999.

## Achtergrond
In 1980 overleed de Joegoslavische leider Tito, die decennialang de bindende kracht was geweest tussen de zes deelstaten van het land. Na zijn dood kende het nationalisme een sterke opmars en in 1991 verklaarde Kroatië zich onafhankelijk. Daarop volgde de Kroatische Onafhankelijkheidsoorlog, tijdens dewelke het Joegoslavische Volksleger het strategisch gelegen schiereilandje Prevlaka innam. In 1996 kwamen Kroatië en Joegoslavië overeen Prevlaka te demilitariseren, waarop VN-waarnemers van UNMOP kwamen om daarop toe te zien. Deze missie bleef uiteindelijk tot 2002 aanwezig.

## Inhoud

### Waarnemingen
Op 30 september 1992 hadden Kroatië en Servië en Montenegro een akkoord getekend over de demilitarisatie van het (Kroatische) schiereiland Prevlaka. Dat werd echter veelvuldig geschonden. Zo zijn soms Kroatische militairen in de gedemilitariseerde zone en is de bewegingsvrijheid van de militaire VN-waarnemers beperkt. Recent waren ook troepen van Servië en Montenegro in de gedemilitariseerde zone. Positief was de opening van een grensovergang in die zone, maar de onderhandelingen over een oplossing voor het betwiste schiereiland gingen nauwelijks vooruit.

### Handelingen
De militaire waarnemers werden geautoriseerd te blijven toezien op de demilitarisatie van Prevlaka tot 15 januari 2000. Beide partijen werden opgeroepen de spanningen in het gebied te verminderen en de gedemilitariseerde zone niet langer te schenden. Hun werd ook gevraagd maatregelen te nemen om het onderlinge vertrouwen op te krikken ten voordele van de lokale bevolking, alsook te blijven onderhandelen over een definitieve oplossing.

## Verwante resoluties
- Resolutie 1244 Veiligheidsraad Verenigde Naties
- Resolutie 1247 Veiligheidsraad Verenigde Naties
- Resolutie 1256 Veiligheidsraad Verenigde Naties
- Resolutie 1259 Veiligheidsraad Verenigde Naties

Lijst ·  1220 ·  1221 ·  1222 ·  1223 ·  1224 ·  1225 ·  1226 ·  1227 ·  1228 ·  1229 ·  1230 ·  1231 ·  1232 ·  1233 ·  1234 ·  1235 ·  1236 ·  1237 ·  1238 ·  1239 ·  1240 ·  1241 ·  1242 ·  1243 ·  1244 ·  1245 ·  1246 ·  1247 ·  1248 ·  1249 ·  1250 ·  1251 ·  1252 ·  1253 ·  1254 ·  1255 ·  1256 ·  1257 ·  1258 ·  1259 ·  1260 ·  1261 ·  1262 ·  1263 ·  1264 ·  1265 ·  1266 ·  1267 ·  1268 ·  1269 ·  1270 ·  1271 ·  1272 ·  1273 ·  1274 ·  1275 ·  1276 ·  1277 ·  1278 ·  1279 ·  1280 ·  1281 ·  1282 ·  1283 ·  1284